# Adela Neffa
Adela Neffa (San Juan, Argentina, 15 de junio de 1922-9 de junio de 2019) fue una escultora argentina nacionalizada uruguaya.

## Biografía
Nacida en una familia de origen libanés, se trasladó junto con sus padres desde Argentina a Montevideo, Uruguay.
Comenzó sus estudios en 1942 cuando ingresó a la Escuela de Artes Plásticas de la U.T.U. en Montevideo. Egresa de allí en 1949 y comienza un curso de escultura con el profesor Heber Ramos Paz.
Le siguen luego cursos de escultura con los profesores Severino Pose, Armando González y Eduardo Yepes en la Escuela Nacional de Bellas Artes de la cual egresó en 1955.
En 1961 gana por concurso de oposición y méritos la beca municipal Carlos María Herrera con la cual viaja a Europa en 1962 y allí cursa estudios de escultura en Escuela de Bellas_Artes (París) con el escultor George Adams, además de recorrer numerosos países en viaje de estudios.
En 1963, trabajó en el Taller de Michel Basbous y Alfred Basbous en la República del Líbano. 
De 1966 a 1982 fue profesora de escultura forma y modelado en la Escuela de Artes aplicadas U.T.U. Montevideo.

## Premios
- 1976. Mención en el concurso Sudamtex-Ceibo 77. Montevideo
- 1975. Mención en el concurso nacional, trofeo "F.U.N.S.A.", Montevideo
- 1965. Premio Banco República, medalla de bronce. XXXIX Salón Nacional de Bellas Artes, Montevideo por "Escultura"
- 1959. Premio Banco República, medalla de bronce. XXXII Salón Nacional de Bellas Artes, Montevideo por "Mujer con arpa"

Sus obras forman parte de colecciones privadas a nivel nacional e internacional.
El 23 de octubre de 2012 se inauguró en la República del Líbano una escultura con diseño suyo en "Homenaje a la Fraternidad entre el Líbano y Uruguay".

## Principales exposiciones
- 2014- Exposición de Escultores de los Maestros Octavio Podestá y Adela Neffa. Escuela de Artes y Artesanías Dr. Pedro Figari
- 2012- Adela Neffa. Museo de Arte Contemporáneo de El País
- 1988- a.neffa. Galería Latina
- 1986- Muestra por la reapertura del Teatro "El Galpón"
- 1985- Club Libanés de Uruguay (Montevideo)
- 1983- II Bienal de Salto
- 1983- IV Salón de Artes Plásticas de San José
- 1965- XXXIX Salón Nacional de Bellas Artes, Montevideo
- 1959- XXXII Salón Nacional de Bellas Artes, Montevideo